# 菊池新吉
菊池 新吉（きくち しんきち、1967年4月12日 - ）は、岩手県遠野市出身の元サッカー選手、指導者。現役時代のポジションはゴールキーパー。サッカー指導者の菊池利三は実弟。

## 経歴
後述のように育った環境はお世辞にもいいとは言い難いものだったが、読売サッカークラブ入団後は藤川孝幸を抑えてレギュラーを獲得。Jリーグではヴェルディ川崎で三浦知良、武田修宏、ラモス瑠偉、北澤豪、ルイス・カルロス・ペレイラ、柱谷哲二、都並敏史等と共にスタメンの座を不動のものにする。Jリーグ開幕後は、地元・遠野で「菊池新せんべい」なるものが発売されたほどであった。
1993年にはシーズン16完封の未だに残るJ1記録（2009年、FC東京の権田修一が並ぶ）、1stステージ2位と2ndステージ制覇と初代王座、1994年にはJリーグベストイレブン・日本代表にも選出され2年連続チャンピオンに貢献している。翌1995年もベストイレブンに選出された。1997年1月1日には第76回天皇杯全日本サッカー選手権大会を制覇している。
日本代表には、1994年に初招集され、同年のアジア大会にも全4試合に出場した。しかし怪我も多かったことから、1994年以前は松永成立、1995年は前川和也、1996年は下川健一の控えになることがほとんどであり、1996年後半以降はアトランタ五輪で活躍した川口能活が台頭してきたことから代表にも招集されなくなり、結局A代表キャップ数は7試合にとどまった。
1997年以降はガンバ大阪からレンタル移籍で加入した本並健治とポジション争いを繰り広げる。当初はレギュラーだったが、1999年は完全に本並にレギュラーを奪われて2000年に川崎フロンターレに期限付き移籍した。しかし、浦上壮史からポジションは奪えず2001年に東京V復帰。晩年は持病の腰痛に泣かされ、その年に本並と読売クラブ時代からチーム支えた武田修宏と共に引退。
引退後は指導者の道に進み、東京Vや栃木SC等のコーチを経て、2012年から2021年まで川崎フロンターレのコーチを務めた。
2022年よりサンフレッチェ広島のGKコーチに就任。

## 人物
- 幼くして父を亡くし、新聞配達をして家計を助けるほどの苦労をしていた。中学で自分のスパイクが持てず、コーチに借りていたというほどであった。岩手県立遠野高等学校を卒業後、読売サッカークラブに即入団。学区内のトップ進学校の同校では就職希望者も少なかったこともあり一番早い就職内定だったという。また、好きな言葉は「努力」というように、苦しい状況でも忍耐強さを見せるプレースタイルがファンの心を捉えた。
- 2001年にチームが川崎から東京に移転して迎えたFC東京との1回目の東京ダービーではチーム名変更後最初の退場者となった。

## 所属クラブ
- 岩手県立遠野高校
- 1986年 - 1992年 読売クラブ
- 1992年 - 2001年 ヴェルディ川崎/東京ヴェルディ1969
  - 2000年 川崎フロンターレ（期限付き移籍）

## 個人成績
| 国内大会個人成績 | 国内大会個人成績 | 国内大会個人成績 | 国内大会個人成績 | 国内大会個人成績 | 国内大会個人成績 | 国内大会個人成績 | 国内大会個人成績 | 国内大会個人成績 | 国内大会個人成績 | 国内大会個人成績 | 国内大会個人成績 |
| 年度             | クラブ           | 背番号           | リーグ           | リーグ戦         | リーグ戦         | リーグ杯         | リーグ杯         | オープン杯       | オープン杯       | 期間通算         | 期間通算         |
| 年度             | クラブ           | 背番号           | リーグ           | 出場             | 得点             | 出場             | 得点             | 出場             | 得点             | 出場             | 得点             |
| 日本             | 日本             | 日本             | 日本             | リーグ戦         | リーグ戦         | JSL杯/ナビスコ杯 | JSL杯/ナビスコ杯 | 天皇杯           | 天皇杯           | 期間通算         | 期間通算         |
| ---------------- | ---------------- | ---------------- | ---------------- | ---------------- | ---------------- | ---------------- | ---------------- | ---------------- | ---------------- | ---------------- | ---------------- |
| 1986-87          | 読売             | 21               | JSL1部           | 22               | 0                | 0                | 0                | 5                | 0                | 27               | 0                |
| 1987-88          | 読売             | 21               | JSL1部           | 10               | 0                | 1                | 0                | 4                | 0                | 15               | 0                |
| 1988-89          | 読売             | 21               | JSL1部           | 9                | 0                | 1                | 0                | 3                | 0                | 13               | 0                |
| 1989-90          | 読売             | 21               | JSL1部           | 8                | 0                | 1                | 0                | 0                | 0                | 9                | 0                |
| 1990-91          | 読売             | 1                | JSL1部           | 22               | 0                | 2                | 0                | 2                | 0                | 26               | 0                |
| 1991-92          | 読売             | 1                | JSL1部           | 6                | 0                | 5                | 0                | 0                | 0                | 11               | 0                |
| 1992             | V川崎            | -                | J                | -                | -                | 9                | 0                | 5                | 0                | 14               | 0                |
| 1993             | V川崎            | -                | J                | 28               | 0                | 8                | 0                | 3                | 0                | 39               | 0                |
| 1994             | V川崎            | -                | J                | 39               | 0                | 2                | 0                | 2                | 0                | 43               | 0                |
| 1995             | V川崎            | -                | J                | 36               | 0                | -                | -                | 3                | 0                | 39               | 0                |
| 1996             | V川崎            | -                | J                | 30               | 0                | 15               | 0                | 5                | 0                | 50               | 0                |
| 1997             | V川崎            | 1                | J                | 11               | 0                | 6                | 0                | 2                | 0                | 19               | 0                |
| 1998             | V川崎            | 1                | J                | 33               | 0                | 4                | 0                | 2                | 0                | 39               | 0                |
| 1999             | V川崎            | 1                | J1               | 0                | 0                | 2                | 0                | 0                | 0                | 2                | 0                |
| 2000             | 川崎             | 21               | J1               | 6                | 0                | 0                | 0                | 0                | 0                | 6                | 0                |
| 2001             | 東京V            | 1                | J1               | 16               | 0                | 2                | 0                | 3                | 0                | 21               | 0                |
| 通算             | 日本             | 日本             | J/J1             | 199              | 0                | 48               | 0                | 25               | 0                | 272              | 0                |
| 通算             | 日本             | 日本             | JSL1部           | 77               | 0                | 10               | 0                | 14               | 0                | 101              | 0                |
| 総通算           | 総通算           | 総通算           | 総通算           | 276              | 0                | 58               | 0                | 39               | 0                | 373              | 0                |

その他の公式戦
- 1987-88年
  - アジアクラブ選手権 3試合0得点
- 1989年
  - アジア・アフリカクラブ選手権 0試合0得点
- 1990年
  - コニカカップ 7試合0得点
- 1991年
  - コニカカップ 3試合0得点
- 1992-93年
  - アジアクラブ選手権 6試合0得点
- 1993年
  - Jリーグチャンピオンシップ 2試合0得点
  - アジアクラブ選手権 1試合0得点
- 1994年
  - サンワバンクカップ 1試合0得点
  - Jリーグチャンピオンシップ 2試合0得点
  - アジアクラブ選手権 1試合0得点
- 1995年
  - Jリーグチャンピオンシップ 2試合0得点
- 1996年
  - サントリーカップ 1試合0得点
- 1997年
  - XEROX SUPER CUP 1試合0得点
  - アジアカップウィナーズカップ 4試合0得点

## 代表歴
- 1994年9月27日の親善試合オーストラリア戦で代表デビュー

### 出場大会など
- 1994年アジア競技大会

### 試合数
- 国際Aマッチ 7試合 0得点 (1994-1995)

| 日本代表 | 国際Aマッチ | 国際Aマッチ |
| 年       | 出場        | 得点        |
| -------- | ----------- | ----------- |
| 1994     | 5           | 0           |
| 1995     | 2           | 0           |
| 通算     | 7           | 0           |

### 出場
| No. | 開催日         | 開催都市 | スタジアム                         | 対戦相手         | 結果 | 監督                         | 大会                       |
| --- | -------------- | -------- | ---------------------------------- | ---------------- | ---- | ---------------------------- | -------------------------- |
| 1.  | 1994年09月27日 | 東京都   | 国立霞ヶ丘競技場陸上競技場         | オーストラリア   | △0-0 | パウロ・ロベルト・ファルカン | 国際親善試合               |
| 2.  | 1994年10月03日 | 広島県   | みよし運動公園陸上競技場           | アラブ首長国連邦 | △1-1 | パウロ・ロベルト・ファルカン | アジア大会                 |
| 3.  | 1994年10月05日 | 広島県   | 広島県総合グランドメインスタジアム | カタール         | △1-1 | パウロ・ロベルト・ファルカン | アジア大会                 |
| 4.  | 1994年10月09日 | 広島県   | 広島県立びんご運動公園陸上競技場   | ミャンマー       | ○5-0 | パウロ・ロベルト・ファルカン | アジア大会                 |
| 5.  | 1994年10月11日 | 広島県   | 広島県総合グランドメインスタジアム | 韓国             | ●2-3 | パウロ・ロベルト・ファルカン | アジア大会                 |
| 6.  | 1995年02月15日 | シドニー |                                    | オーストラリア   | ●1-2 | 加茂周                       | 国際親善試合               |
| 7.  | 1995年10月28日 | 愛媛県   | 愛媛県総合運動公園陸上競技場       | サウジアラビア   | ○2-1 | 加茂周                       | デサント・アディダスマッチ |

## 指導歴
- 2002年 東京ヴェルディ1969：育成組織GKコーチ
- 2003年 JFAトレセン(東北地区)：GKコーチ
- 2003年 U-16日本代表：GKコーチ
- 2004年 東京ヴェルディ1969：育成組織GKコーチ
- 2006年 - 2009年 東京ヴェルディ1969/東京ヴェルディ：GKコーチ
- 2010年 - 2011年 栃木SC：GKコーチ
- 2012年 - 2021年 川崎フロンターレ：GKコーチ
- 2022年 - サンフレッチェ広島：GKコーチ